# Nelson (Provinz)

Nelson Province 1853–1859

Nelson Province 1859–1876

Die Provinz Nelson war eine von sechs Provinzen, die 1853 auf Grundlage des zweiten New Zealand Constitution Act als eine eigenständige Verwaltungseinheit in der ehemaligen britischen Kolonie Neuseeland eingerichtet wurde.

## Geographie
Die Provinz Nelson war die nördlichste Provinz auf der Südinsel von Neuseeland. Die südliche Grenze wurde mit dem Hurunui River, angefangen von seiner Mündung in den Pazifischen Ozean bis zu seiner Quelle in den Crawford Range festgelegt, dann weiter, wo der Kotu-urakaoka (Arnold River) als Abfluss des Lake Brunner entsteht und rund 20 km weiter nordnordwestlich in den Grey River mündet und dann folgend bis zu seiner Mündung in die Tasmansee. Die westliche Grenze wurde durch die Küstenlinie zur Tasmansee gebildet, die nördliche Grenze durch die Küstenlinie zu Cook Strait und die östliche Grenze durch die Küstenlinie zum Pazifischen Ozean.

## Geschichte
Am 30. Juni 1952 wurde im britischen Parlament das Gesetz „Act to Grant a Representative Constitution to the Colony of New Zealand“ verabschiedet, das in Neuseeland unter New Zealand Constitution Act 1852 bekannt ist. In dem Gesetz wurde die verwaltungstechnische Neuaufteilung der Kolonie Neuseeland in sechs Provinzen geregelt. Die Grenzen der Distrikte sollten per Proklamation durch den Gouverneur Neuseelands festgelegt werden. Das Gesetz legte ferner fest, dass jede Provinz einen Provincial Council (Provinzrat) mit mindestens neun Mitgliedern und einen Superintendent (Leiter, Vorsteher) haben sollte.
Der damalige Gouverneur George Edward Grey proklamierte die gesetzlichen Änderungen am 17. Januar 1853 und mit der öffentlichen Bekanntmachung vom 28. Februar 1853 bekamen die Provinzen Auckland, New Plymouth und Wellington auf der Nordinsel und Nelson, Canterbury und Otago auf der Südinsel, mit den vom Gouverneur proklamierten Grenzen Rechtskraft. Am 5. März 1853 wurden die ersten Wahlen zum Provincial Council abgehalten und von da an alle vier Jahre wiederholt. Zum ersten Superintendenten der Provinz Nelson wurde der Politiker und spätere Premierminister Neuseelands Edward William Stafford bestimmt. Er hatte die Position bis 1856 inne.
Im Jahr 1859 wurde der nordöstliche Teil der Provinz Nelson abgetrennt und fortan als eigenständige Provinz Marlborough weitergeführt. Der Bereich an der Ostküste zwischen Conway River und Hurunui River gehörten allerdings nicht dazu und blieb in der Provinz Nelson. In den Jahren danach gab es immer wieder Irritationen bezüglich der Distriktgrenzen des Distrikts Nelson. Sie blieben aber deckungsgleich mit denen der Provinz Nelson bis zur Auflösung aller Provinzen. Diese erfolgte am 12. Oktober 1875 durch Beschluss des britischen Parlaments. Der Abolition of Provinces Act (Gesetz für die Abschaffung der Provinzen) war dann das Ende der Verwaltung Neuseelands über die Provinzen. Am 1. November 1876 bekam das Gesetz Gesetzeskraft. Abgelöst wurde das Provinz-System durch ein Verwaltungssystem über Boroughs (Gemeinden) und Counties (Landkreise).